# Henry Bessemer
Henry Bessemer (Charlton, 1813. január 19. – London, 1898. március 15.) angol mérnök és feltaláló. Neve az általa kifejlesztett és elterjesztett acélgyártási eljárásról vált ismertté.

## Élete, munkássága
Apja, Anthony Bessemer Londonban született, de Párizsban alapozta meg jövőjét. A párizsi pénzverdében szerzett érdemeket acél verőtövek kifejlesztésével, valamint tökéletesítette az optikai mikroszkópot. 26 éves korában a Francia Tudományos Akadémia tagja lett. A francia forradalom miatt hazaköltözött Angliába, és saját fejlesztésű eljárása szerint aranyláncok gyártásával foglalkozott. Vásárolt egy birtokot Hertfordshire-ben, Hitchin mellett, és 1813-ban itt született meg a fia, Henry.
Henry Bessemer apja műhelyében ismerkedett meg a fémekkel, de érdeklődése ezen túlmenően is széles körű volt: minden érdekelte, ami általában a gyártással, a technológiával volt kapcsolatos. 1838 és 1883 között 129 szabadalmat jelentett be, főleg a vas-, acél-, üveg-, cukor- és hadiipar területén.
Először egy értékes festékalapanyag gyártását valósította meg, bronzból állított elő aranyszínű port. Abban az időszakban az aranyozás gyakori és fontos díszítésnek számított. A nürnbergi por néven forgalomba hozott termék fontját a kiskereskedelemben Londonban  5 font 12 shillingért adták. A korszak másik szabadalmazott találmánya 1848-ban született: a táblaüveg előállítására alkalmas folyamatos öntő berendezés, ami azonban kereskedelmileg nem lett túl sikeres.

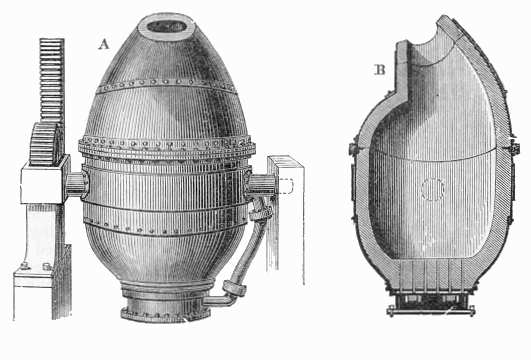
A Bessemer-konverter egykorú rajza

Bessemer a találmányai révén komoly vagyonra tett szert. Amikor kitört a krími háború, a pörgő lövedékekkel kísérletezett, amivel az ágyúból kilőtt lövedék röppályáját lehetett stabilizálni. Találmányával a brit hadsereg nem foglalkozott, ezért a franciákhoz fordult. A találmány megvalósításához Bessemernek az akkoriban használt öntöttvas helyett nagyobb szilárdságú acél ágyúcsövekre volt szüksége. A nagyipari acélgyártás azonban akkoriban még nem alakult ki, a kis termelékenységű frisstűzi, tégelyes és kavaró eljárásokat alkalmazták. Bessemer ötlete az volt, hogy a nyersvasból közvetlenül is lehet acélt előállítani. Kigondolt egy olyan módszert, amelynél a folyékony nyersvason levegőt fújna át, és a fürdő fölösleges kísérő elemeit, a karbont, a szilíciumot és a mangánt a levegő oxigénjével égetné ki. Mivel szabadalmainak jövedelme révén vagyonos embernek számított, alapított egy vasgyárat Sheffieldben (Bessemer Steel Works), ahol kísérletekbe kezdett, és – miközben többen arra intették, hogy a hideg levegő miatt befagy a nyersvasfürdő – évekig tartó kitartó munkával sikerrel oldotta meg a problémákat. Valójában a nyersvas széntartalmának kiégése exoterm, azaz hőtermelő folyamat, így a fémfürdő a folyamat során még melegszik is, ennél fogva plusz tüzelőanyagot sem igényel. Bessemer az erre vonatkozó szabadalmat 1856-ban nyújtotta be, de az iparban való átütő siker csak 1858-ban következett be – Svédországban. Érdekesség, hogy William Kelly amerikai feltaláló is foglalkozott a témával, amiről Bessemer nem tudott, de a Bessemer-féle szabadalom megelőzte az amerikaiét. Módszerével elkezdődött az acél nagyipari mértékű előállítása, ami tovább növelte Bessemer addig sem szerény vagyonát: 1870-ig minden tonna, az ő módszerével gyártott acél után egy fontot kapott.

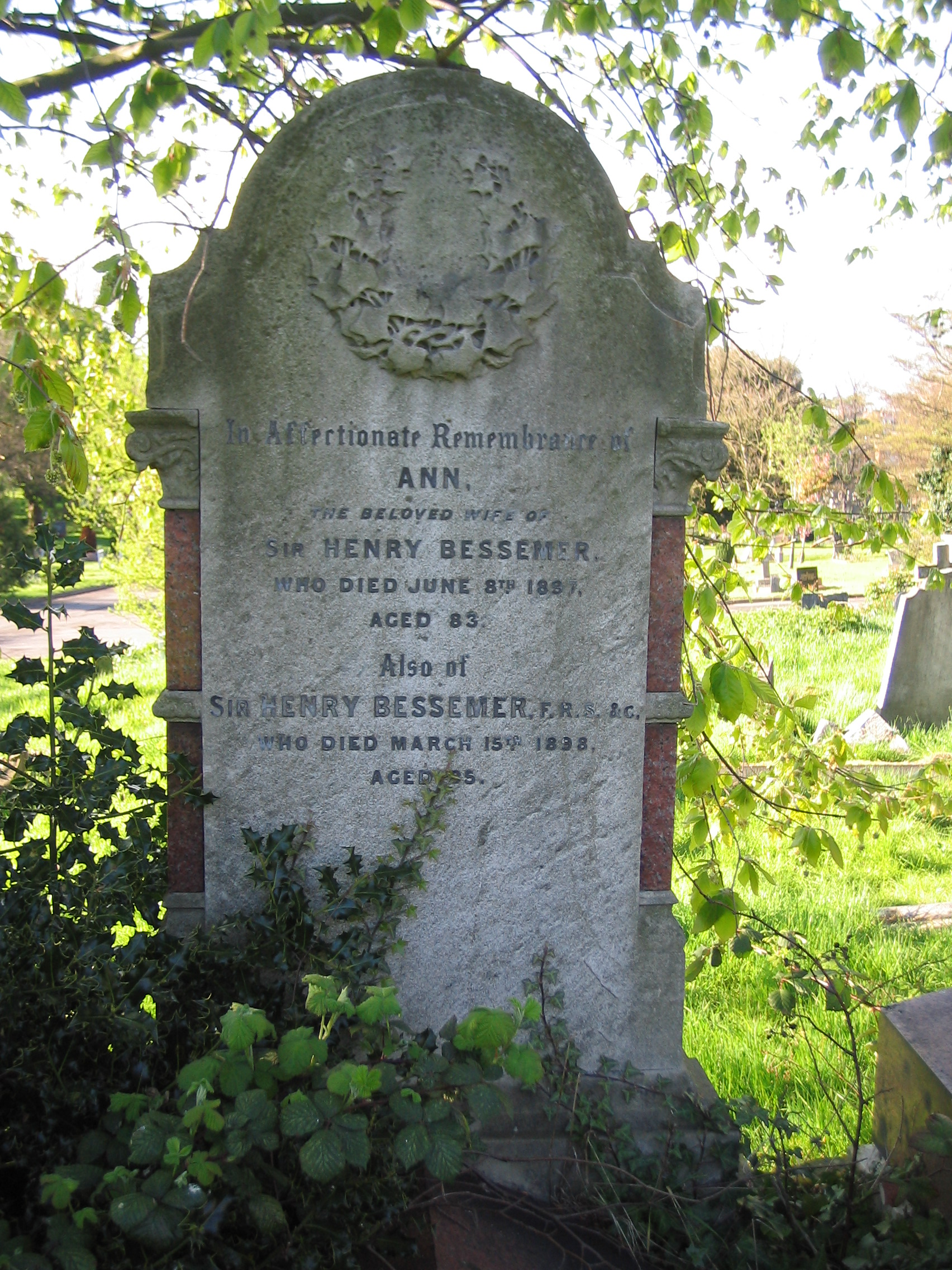
Sir Henry Bessemer sírja a londoni West Norwood temetőben

Bessemer tevékeny maradt továbbra is, találmányai, szabadalmai sorra követték egymást. Szabadalmat nyújtott be – többek között – a grafit ceruzabél előállítására, foglalkozott a cukorfeldolgozással, a dombornyomással, a hajógyártással (ő tervezte az SS Bessemer személyszállító gőzhajót), a csillagvizsgálókkkal, a napenergia hasznosításával, gyémántcsiszoló berendezésekkel, valamint – a folyamatosan öntött táblaüveg gondolatát továbbvíve – az acél folyamatos öntésével is.
Bessemer, aki egyetemi képzésben soha nem részesült, 1871-től 1873-ig elnöke volt Nagy-Britannia Vas-és Acélipari Intézetének, 1877-ben felvételt nyert a Királyi Természettudományos Társaságba, és számos külföldi mérnöki és tudományos társaság tagja volt. 1879-ben lovaggá ütötték. 1891-ben a skót mérnökök és hajóépítők intézetének tiszteletbeli tagjának választották, 1895-ben pedig az Amerikai Akadémia (American Academy of Arts and Sciences) tagja lett. 1871 óta a vaskohászat terén mutatott kiemelkedő eredményeket Bessemer-aranyéremmel díjazzák.
Bessemer 1898 márciusában hunyt el Londonban, a West Norwood temetőben nyugszik.

## Fordítás
- Ez a szócikk részben vagy egészben  a   Henry Bessemer című angol Wikipédia-szócikk ezen változatának fordításán alapul.  Az eredeti cikk szerkesztőit annak laptörténete sorolja fel. Ez a jelzés csupán a megfogalmazás eredetét és a szerzői jogokat jelzi, nem szolgál a cikkben szereplő információk forrásmegjelöléseként.